# Спиридон Габровски
Спиридон Габровски е български духовник и просветен деец.

## Биография
Спиридон е роден в Габрово през първата половина на XVIII век. Още съвсем млад заминава за Света гора, където става монах и прекарва дълги години в Зографския и Хилендарския манастир. Между 1747 и 1763 година, поради несъгласие между монасите в българския и сръбския манастир, се премества в Илинския скит на Пантократорския манастир, при основателя на този скит Паисий Величковски.
През 1763 година Паисий Величковски напуска Света гора и заминава за Молдова с 64 монаси, един от които е Спиридон Габровски, по това време един от най-усърдните му ученици с духовен сан йеросхимонах. Заедно със своя учител Спиридон посещава молдовските манастири Драгомирна и Секул, а през 1779 година се установява в Нямецкия манастир край Яш. Там той остава до смъртта на своя учител и наставник, който е станал игумен на манастира малко след тяхното пристигане там. Спиридон Габровски използва библиотеката на манастира, за да допълни познанията си и през 1792 година успява да завърши книгата си „История во кратце о болгарском народе словенском“. Препис от историята, направен от Петко Попманафов, се съхранява в библиотеката на Националната Априловска гимназия.
Освен основния му труд, от Спиридон Габровски са запазени три ръкописни сборника, които включват преписи на жития на светци, преводи от гръцки език на богослужебни книги, антиеретически текстове, служба на Теодосий Търновски, към която има интересен предговор.
През 1794 година Паисий Величковски умира и Спиридон напуска манастира „Нямц“. Заедно със своя ръкопис се отправя за Българските земи, като се установява в Рилския манастир, където умира през 1824 г.

## Памет
На монах Спиридон е наречена улица в квартал „Драгалевци“ в София (Карта).